# هوشتات أن در دوناو
هواشتات ان در دانوب (بالألمانية: Höchstädt an der Donau) هي بلدة ألمانية تقع في ألمانيا في Dillingen.[بحاجة لمصدر]

## أعلام
- ثيودور شيرير
- آنا من كليفز
- باولو برينر
- دوريس ماير